# Чорнобривці (гурт)
Чорнобри́вці — український музичний гурт, створений 2003 року у Харкові. Грає у стилі регі. Виконує українські народні пісні у сучасній обробці.

## Історія
Гурт «Чорнобривці» утворився в грудні 2003 року. Ямайсько-африканський склад вокалістів (Стів Ді, Растаман Девіс і Івонн) виступав у арт-клубі «44» у супроводі музикантів з Києва (бас — Славік «Асік» Дяченко, ударні — Віталій Бажора, клавіші — Тарас, гітара — I Ray).
Основа репертуару гурту — оригінальні обробки традиційних українських пісень в стилях регі, афро-латино та хіп-хоп. Темношкірі солісти в національних українських костюмах виконували пісні «Ти ж мене підманула», «Несе Галя воду», «Їхалі козаки», «Ой чорна я си чорна», «Розпрягайте хлопці коней», «Два дубки» та ін. У репертуарі гурту також оригінальні афро-латино композиції англійською та африканською мовами, кавер-версії популярних пісень Боба Марлі, Африка Симона, Шона Пола та інших виконавців.
Після дебютного виступу були концерти, телеефіри і кілька фестивальних виступів. Наприкінці 2004 року видано перший відеокліп — хіп-хоп-версія пісні «Ти ж мене підманула» (режисер — Юрій Морозов). Зйомка відбувалася павільйоні кіностудії імені О. Довженка. У листопаді 2004 року гурт підписав контракт про співпрацю з продюсерським центром «Про Аудіо України» і PR-компанією «Пі-Ар Квадрат». У 2005 році видано сингл на пісню «Віночок» з гуртом «XS» (режисер — Олександр Філатович). 2005 року виконавці знялися як актори в українському комедійному телесеріалі «Весела хата» Віктора Андрієнка. 2006 року знялися в українській кінострічці «Аврора» режисера Оксани Байрак, присвяченій трагедії на Чорнобильській АЕС. У 2008 році зняли кліп на пісню «Несе Галя воду – Hakuna Matata», режисерами якого були Максим Турчев та продюсер гурту Юрій Шолох. У 2011 році гурт брав участь у телевізійній музичній комедії «Місто чудес, або Новорічний дозор» (сценарист і режисер — Сергій Чверкалюк). Також у 2011 році Чорнобривці брали участь у Crimea Music Fest, який організувала Алла Пугачова. 
Наразі[коли?] колектив готує нову програму з українських пісень, а також власних композицій. Співпрацює Олександром Войтком, який написав пісні «Руки мами», «Кити», «Реггей нічний», «Потяг», «Новорічна».

## Дискографія
- англ. We will be getting back to this section very soon —  укр. Ми повернемося до цього  дуже скоро.